# Michiru Ōshima
Michiru Ōshima (大島ミチル, Ōshima Michiru), née le 16 mars 1961 à Nagasaki
est une compositrice, arrangeuse, chef d'orchestre et parolière japonaise.
Diplômée de l'école de musique de Kunitachi, elle commence ses activités de compositrice et arrangeuse classique pendant ses années d'étude, aussi bien dans les musiques d'ambiance qu'à la télévision et au cinéma. Elle compose sa première symphonie, Orasho, lorsqu'elle était encore en école de musique. Grâce à sa capacité à manier aussi bien l'orchestration que la MAO, elle parvint dès le début des années 1980 à travailler dans de nombreux genres et pour de nombreux média.
Elle remporta plusieurs prix dont le Mainichi Film Contest Award et Japanese Academy Award for Music à plusieurs reprises.
Ses premiers travaux ont été des compositions pour la radio et la télévision japonaise notamment la [NHK]), pour des programmes télévisés, des feuilletons (Drama), des films publicitaires ou encore des documentaires. Rapidement, elle composa pour des jeux vidéo, dont le plus célèbre, le jeu d'aventure Ico sur PlayStation 2. Elle est cependant surtout connue pour son travail sur la série de films Godzilla (trois long-métrage au total, réalisés par Masaaki Tezuka). Elle a notamment composé la musique de la série d'OAV Queen Emeraldas, du très populaire anime Fullmetal Alchemist et de son adaptation cinématographique, Fullmetal Alchemist: Conqueror of Shamballa. Elle a également travaillé sur la bande originale du jeu Legend of Legaia sur PlayStation puis sur sa suite, Legaia Duel Saga (PlayStation 2), en équipe avec les compositeurs Yasunori Mitsuda et Hitoshi Sakimoto.
Son travail sur les musiques de la série télévisée Arc the Lad et le jeu Arc the Lad III mérite également d'être noté. Elle a plus récemment participé à l'arrangement et l'orchestration du jeu The Legend of Zelda: Twilight Princess.
À côté de ses activités pour la musique illustrative, Michiru Ōshima est également compositrice et arrangeuse classique, travaillant avec de nombreux orchestres et solistes du monde entier. Elle intègre en 2011 le projet In 27 Pieces: The Hilary Hahn Encores de la violoniste américaine Hilary Hahn.

## Prix et nominations
Prix
- 2005 : Yubari International Fantastic Film Festival Award for Composer Orchestrator[2]
- 2006 : Tokyo Anime Award for Best Music for Conqueror of Shamballa[3]

Nominations
- 1998 : Japanese Academy Award for Outstanding Achievement in Music for Paradise Lost[4]
- 2001 : Japanese Academy Award for Outstanding Achievement in Music for Nagasaki Burabura Bushi[5]
- 2003 : Japanese Academy Award for Outstanding Achievement in Music for The Sun Also Rises and Copycat Criminal[6]
- 2004 : Japanese Academy Award for Outstanding Achievement in Music for Like Asura[7]
- 2006 : Japanese Academy Award for Outstanding Achievement in Music for Year One in the North[8]
- 2007 : Japanese Academy Award for Outstanding Achievement in Music for Memories of Tomorrow[9]

## Œuvrographie

### Musique de film (sélectif)
- 2010 : Gôsuto de Tarô Ohtani
- 2007 : Tsubaki Sanjûrô de Yoshimitsu Morita
- 2005 : Princess Raccoon de Seijun Suzuki
- 2003 : Godzilla, Mothra, Mechagodzilla: Tokyo S.O.S. de Masaaki Tezuka
- 2002 : Godzilla X Mechagodzilla de Masaaki Tezuka
- 2002 : Mohou-han de Yoshimitsu Morita
- 2002 : Hi wa mata noboru de Kiyoshi Sasabe
- 2000 : Godzilla X Megaguirus de Masaaki Tezuka
- 1998 : Ohaka ga nai! de Takahito Hara
- 1995 : Winds of God de Yôko Narahashi

### Musique d'anime (sélectif)
- 2018 : Bloom Into You de Nio Nakatani et Makoto Katō
- 2015 : Snow White with the Red Hair de Sorata Akizuki
- 2015 : Rokka no yūsha de Ishio Yamagata
- 2013 : Patéma et le monde inversé de Yasuhiro Yoshiura
- 2012 : The Civilization Blaster de Ando Masahiro
- 2011 : Tezuka Osamu no Buddha de Kozo Morishita
- 2010 : La Mélodie du ciel de Mamoru Kanbe
- 2010 : The Tatami Galaxy de Masaaki Yuasa
- 2008 : Nabari de Kunihisa Sugishima
- 2008 : Bōnen no Xamdo de Masayuki Miyaji
- 2006 : Project Blue Earth SOS de Tensai Okamura
- 2006 : Le Chevalier d'Éon de Kazuhiro Furuhashi
- 2005 : Garasu no Usagi de Setsuko Shibuichi
- 2005 : Fullmetal Alchemist: Conqueror of Shamballa de Seiji Mizushima
- 2003 : Fullmetal Alchemist de Seiji Mizushima
- 1999 : Magic_User's_Club (en) de Junichi Sato
- 1999 : Arc the Lad de Itsuro Kawasaki
- 1998 : Queen Emeraldas de Yuji Asada
- 1996 : Boys Over Flowers de Shigeyasu Yamauchi
- 1995 : Legend of Crystania de Ryutaro Nakamura
- 1994 : Lord of Lords Ryu Knight de Toshifumi Kawase
- 1993 : Casshan:_Robot_Hunter (en) de Hiroyuki Fukushima
- 1992 : Weathering_Continent (en) de Koichi Mashimo

### Musique de jeu vidéo (sélectif)
- 2006 : The Legend of Zelda: Twilight Princess (arrangements)
- 2003 : Arc the Lad Twilight of the Spirits (arrangements)
- 2002 : Suikoden (arrangements)
- 2002 : Legaia DuelSaga
- 2002 : Ico
- 2000 : Arc the Lad III (arrangements)
- 1998 : Legend of Legaia
- 1992 : undercover Cops (arrangements)
- 1992 : Taikou Risshiden

### Musique de Drama (sélectif)
- 2010 : Misaki Number One!!
- 2008 : Yasuko to Kenji (en)
- 2007 : Watashi wa Kai ni Naritai
- 2007 : Hotelier
- 2006 : Regatta
- 2006 : CA to Oyobi
- 2006 : Oishii Proposal
- 2005 : Yume de Aimashou (en)
- 2003 : Tenshi mitai
- 2002 : Satorare
- 2002 : Gokusen
- 2001 : Sayonara, Ozu Sensei

### Musique diverses (sélectif)
- 2011 : In 27 Pieces: The Hilary Hahn Encores (projet musical avec la violoniste Hilary Hahn)
- 2011 : Vocalise (composition pour la mezzo-soprano Irina De Baghy pour le Festival Sérénade à Surgères[10])
- 2011 : Ganbalo Nippon (court-métrage L'Orchestre en montgolfière pour les sinistrés du Japon[11])
- 2010 : Concerto pour alto (création par Pierre Lenert à l'alto et le Kiushu Symphony Orchestra)
- 2009 : concerto pour saxophone (création par Daniel Gremelle au saxophone et le Tokyo City Philharmonic Orchestra)
- 2007 : smile (album studio de la violoniste japonaise Emiri Miyamoto)
- 2006 : London Essay (album studio avec Dai Kimura)
- 2005 : For the East (album studio avec le Quatuor Ravel)